# (119068) 2001 KC77
(119068) 2001 KC77 — транснептуновый объект, расположенный в районе пояса Койпера в Солнечной системе. Он был обнаружен 23 мая 2001 года Марком У. Буи.
Объект находится в резонансе 2:5 с планетой Нептун.